# ديفيد ويلكوكس (مغني)
ديفيد ويلكوكس (بالإنجليزية: David Wilcox)‏ هو عازف قيثارة ومغني ومغن مؤلف أمريكي، ولد في 9 مارس 1958 في كليفلاند في الولايات المتحدة.

## وصلات خارجية
- الموقع الرسمي
- ديفيد ويلكوكس على موقع ميوزك برينز (الإنجليزية)
- ديفيد ويلكوكس على موقع ديسكوغز (الإنجليزية)